# Île de Berder
L’île de Berder, plus couramment appelée Berder ou île Berder, est une petite île de 23 ha située dans le département du Morbihan (Bretagne), et dépendant de la commune de Larmor-Baden.

## Géographie

### Localisation
L'Île de Berder se situe dans le golfe du Morbihan :
- au sud de Port-Blanc ;
- au nord de l’île de la Jument ;
- à l’ouest de l’île aux Moines ;
- et à l’est de l’île Longue et du continent (Larmor-Baden).

Longue d'environ 1 200 m du nord au sud et large de 300 m au maximum, l'île culmine dans sa partie centrale à 13 m d'altitude.
La pointe sud de l'île Berder est baignée par un courant de marée, le courant de la Jument, qui peut atteindre 9 nœuds (près de 17 km/h). C'est le deuxieme plus fort courant de marée d'Europe après celui du raz Blanchard qui peut atteindre 22 km/h.

### Le «Passage»
Véritable île à marée haute et presqu'île à marée basse, Berder est reliée par une chaussée submersible de 80 m à Larmor-Baden.
Le « Passage », découvert à marée basse, est à marée montante submergé par un courant de marée encore plus violent, accéléré par son étroitesse et par les enrochements effectués. Des touristes sont régulièrement surpris et se retrouvent coincés dans l'île jusqu'à la marée descendante suivante car il n'y a plus de passeur, comme c'était le cas jusqu'en 2013 quand l'île était la propriété de l'association Loisirs Vacances Tourisme.
Des noyades se produisent parfois, certaines personnes tentent la traversée alors que le « Passage » est déjà submergé et que le sol est rendu glissant par les algues. Le 29 mars 2021, un couple est emporté par le courant et l'homme, un touriste alsacien de 56 ans, se noie ; sa femme est secourue à temps. D'autres accidents se sont produits, les derniers étant survenus en 2004, 2006 et 2019.

## Toponymie
L’île de Berder s’appelait au XVIIIe siècle, « Île de Brede ».
Le nom de « Berder » vient de Berdic (« frères et sœurs d’une même famille », en breton, par métathèse, c’est-à-dire par inversion syllabique).

## Préhistoire
Ainsi que d'autres îles du golfe du Morbihan, Berder fut fréquentée par les hommes du Néolithique. On y trouve les vestiges de deux dolmens ; un au nord entre la chapelle Sainte Anne et la mer, un dolmen complètement bouleversé dont il reste de gros blocs de pierre ;  au sud, le dolmen "Er Roch" : le cairn est assez bien conservé, mais du dolmen il ne reste que quelques pierres éparses et quelques blocs un peu plus volumineux ; une dépression semble correspondre à une chambre circulaire assez vaste et l'emplacement du couloir est encore visible vers l'est.

## Propriétaires successifs

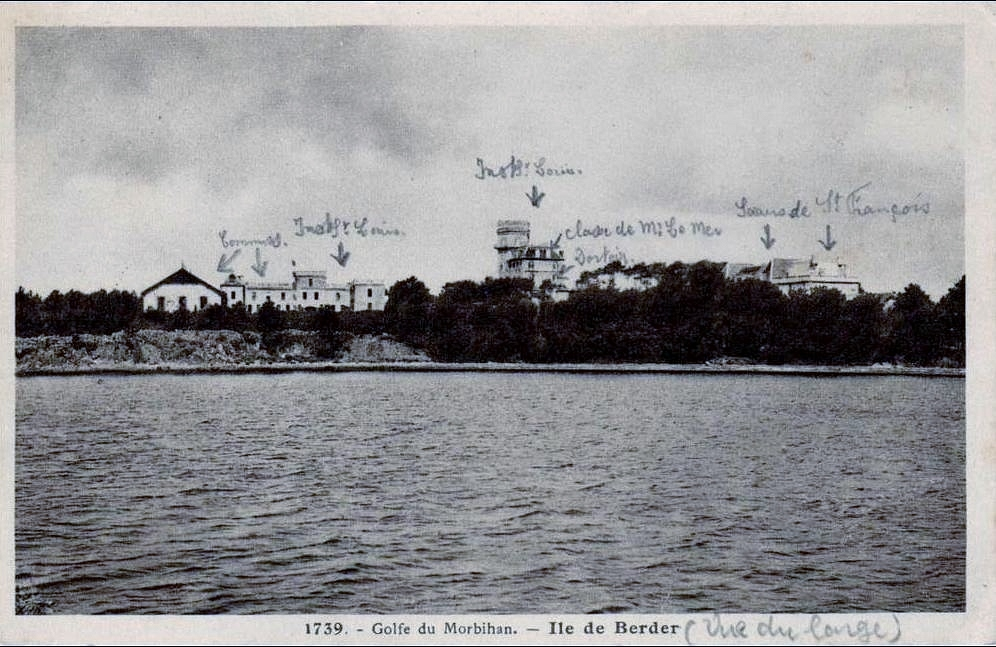
L'Île de Berder vers 1930 (carte postale).

- En 1750, l’île appartenait à une demoiselle Dubreuil-Jarno et à ses frères et sœurs.
- En 1879, l’île fut achetée par le comte Arthur Dillon qui y fit construire un manoir aux fenêtres ogivales, une chapelle et des dépendances. Après un voyage en Italie, sa femme lui fit ajouter au manoir une tour hexagonale de cinq étages qui depuis sert d'amer dans le Morbihan. Elle s'est partiellement effondrée le 31 janvier 2021[3].
- En 1920, ruiné, il vend l’île à la duchesse d’Uzès.
- La duchesse d’Uzès vendit Berder aux Oblats de Marie-Immaculée (par exemple le père Robert Le Meur (1920-1985), originaire de Saint-Jean-du-Doigt, qui fut par la suite missionnaire chez les Inuits, y fit son noviciat) et en 1937, ce sont les Petites Sœurs de saint François d'Assise qui en sont propriétaires jusqu’en 1991. À partir de 1984, l’île est louée à Loisirs, Vacances et Tourisme.
- En 1991, le groupe Yves-Rocher acquiert l'île et maintient l'activité de Loisirs, Vacances et Tourisme jusqu'en 2013.
- En mars 2016, elle est vendue au groupe immobilier rennais Giboire[4].

## Activités
Cette île est entièrement vouée aux loisirs. Elle a été aménagée et entretenue comme centre de retraite et loisirs par les Petites Sœurs de saint François d'Assise dans les années 1970 et 1980, puis comme centre de vacances par « Loisirs Vacances Tourisme » (association sans but lucratif, loi de 1901) qui en avait la location. Le bail est détenu jusqu’en 2013 par Yves Rocher qui a loué cette île à l’association. En 2012, l'île est vendue au groupe rennais Giboire qui projette d'y construire un hôtel 4 étoiles horizon 2020, avec des premiers travaux paysagers dès 2016.
Le pourtour de l'île est accessible aux promeneurs. Il permet de découvrir une végétation de type méditerranéen peu commune dans la région.
Le recouvrement du passage lors des grandes marées est souvent synonyme de la présence d’amateurs de freestyle en kayak. En effet, à partir d’un certain niveau d’eau, le gois se transforme en rouleau offrant ainsi un « spot » (qui évolue au fur et à mesure de la marée) à ces sportifs.
La tour hexagonale de 5 étages du manoir construit par Arthur Dillon s'est effondrée en raison de sa vétusté le 31 janvier 2021.

## LeXXIesiècle

### Le projet d'hôtel de luxe du groupe Giboire

#### L'opposition des associations
Dès 2012, lorsque l’île était en vente, une pétition avait été émise pour appeler les collectivités à racheter le site. À cette époque, aucune collectivité locale n’avait repris l’idée d’en faire un parc départemental. Réactivée en mars 2022, alors que l'ile n'était plus en vente depuis 2016, elle a rassemblé plus de 12 600 signatures,. Le groupe Giboire a annoncé ne pas être vendeur. 
En juin 2013, soit trois ans avant de faire l'acquisition de Berder, le groupe immobilier rennais Giboire signe un protocole d'accord avec le groupe Yves-Rocher dans l'optique de transformer l'île en résidence hôtelière quatre étoiles de 80 chambres ,. Ce projet suscite des oppositions, notamment de la part d'associations environnementales qui lui reprochent d'augmenter de 30 % le bâti et craignent que l'activité commerciale ne dégrade la qualité environnementale de l'île.
La vente définitive au groupe Giboire intervient en mars 2016.
Une manifestation le 26 juin 2016, organisée par Larmor Baden durable a rassemblé 300 personnes pour réclamer la fin du blocage de tous les projets de développement à Larmor-Baden depuis 30 ans, parmi lesquels le projet d’hôtel 4 étoiles sur l’île Berder.
Le projet d'aménagement d'un hôtel de luxe « 4 étoiles » de 90 chambres dans l'île Berder déchaîne les passions et divise les habitants, opposant ceux qui voient dans ce projet la garantie de la restauration d'un immeuble vieillissant, la perspective de création de vergers et même d'un vignoble, ainsi que des emplois, et, pour les commerçants la venue d'une clientèle aisée à ceux qui rêvent de faire de l'île Berder un parc naturel ouvert à tous, lesquels sont soutenus par des personnalités connues comme Yann Queffélec, Gilles Servat, Jean-Louis Étienne, etc.. Pour, selon elle, tenter de trouver une solution, l'association « Berder Ensemble » a été reçue par le préfet du Morbihan le 5 mai 2021.
L’appellation « hôtel de luxe » n’existe pas en France. La classification « hôtel 4 étoiles » est désignée officiellement « hébergement haut de gamme ». Les sites web qui l’emploient la réservent souvent (mais pas systématiquement) aux hôtels 5 étoiles et aux palaces.
Au total, à la date du 1er juillet 2021, trois associations s'expriment sur ce sujet, dont deux parlent de l‘ensemble des projets contestés à Larmor-Baden, la troisième traitant uniquement de Berder. Par ordre chronologique de création :
- association Qualité de la vie à Larmor-Baden, enregistrée au Journal Officiel du 11 juillet 1990[16] ;
- association Larmor Baden durable (ALDB), enregistrée au Journal Officiel du 12 janvier 2021[17] ;
- Berder ensemble, enregistrée au Journal Officiel du 9 mars 2021[18].

Une nouvelle manifestation, organisée par Berder Ensemble le 3 juillet 2021 a rassemblé 200 personnes pour manifester contre le projet Giboire sur l’île Berder.

#### Le contentieux administratif
En août 2018, le groupe Giboire dépose un permis de construire et le retire en raison de l'avis de la Mission régionale d’autorité environnementale de Bretagne. 
Le 6 mars 2020, la mairie de Larmor Baden accorde au groupe Giboire un permis de construire. En juillet 2020, quatre associations de protection de l’environnement réclament son annulation devant le tribunal administratif de Rennes. 
En juillet 2021, l'annulation d'une partie du Plan local d'urbanisme de la commune compromet le projet d'hôtel. 
Le 12 avril 2022, le juge des référés du tribunal administratif de Rennes suspend le permis de construire délivré en 2020. La mairie fait appel de cette décision. 
Le 17 mars 2023, le tribunal administratif de Rennes annule le permis de construire. 
Le 14 novembre 2023, le Conseil d'État rejette le pourvoi de la mairie concernant la décision du TA de Rennes du 12 avril 2022 et met ainsi un terme au projet d'aménagement du groupe Giboire. 

### Suites de l'abandon du projet hôtelier
En avril 2024, le président du conseil départemental du Morbihan a exclu l'achat de Berder par le département.

### Les hydroliennes
En raison de la puissance des courants marins, l'implantation d'hydroliennes au large de Berder est envisagée dès 2012 par le conseil général du Morbihan. 
Deux sites sont identifiés en 2018, entraînant l'inquiétude de plaisanciers et de pêcheurs. Le préfet du Morbihan autorise leur implantation en janvier 2023, mais dans la foulée, six associations recourent contre sa décision,.

## Galerie

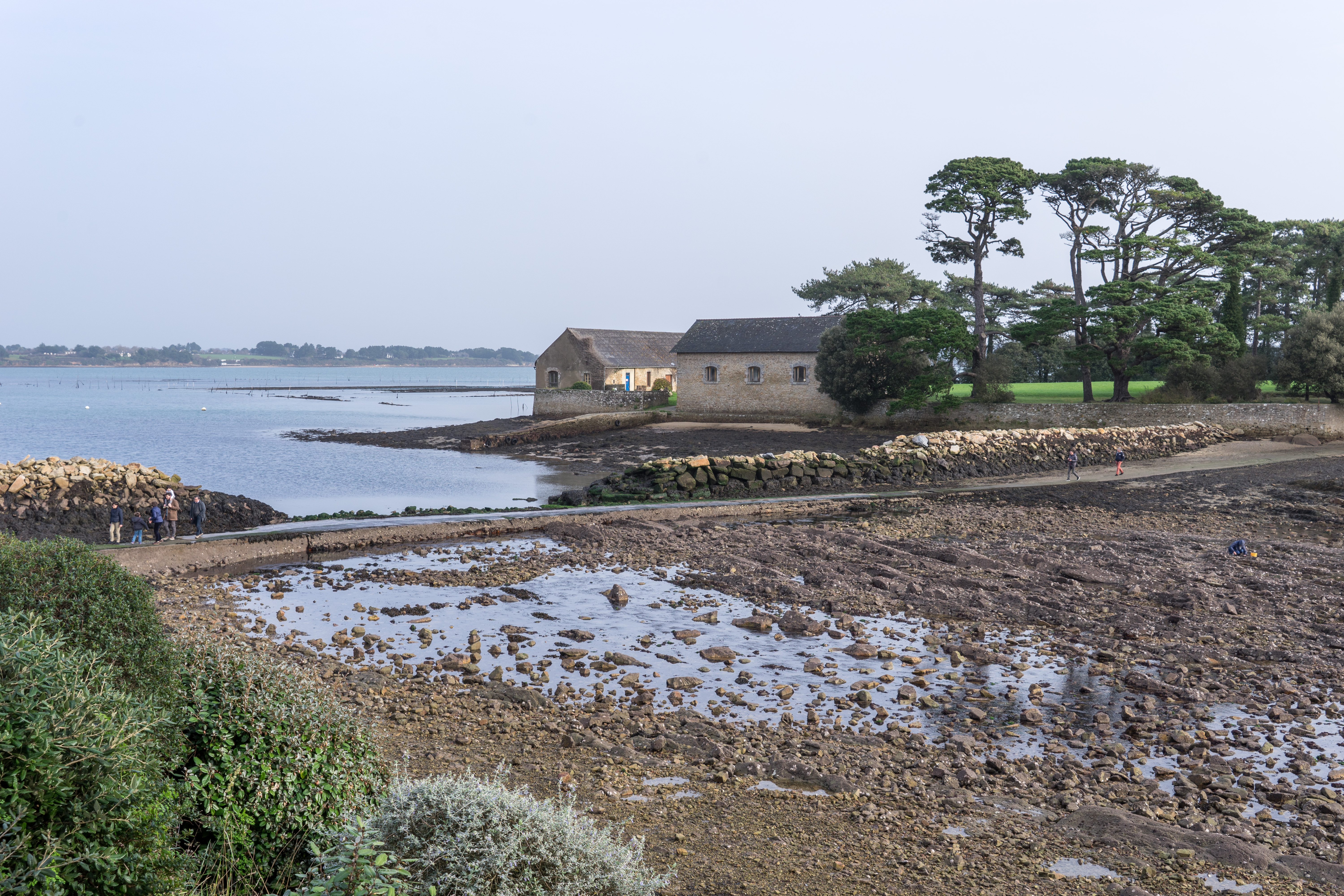
Accès par la chaussée submersible à marée basse.
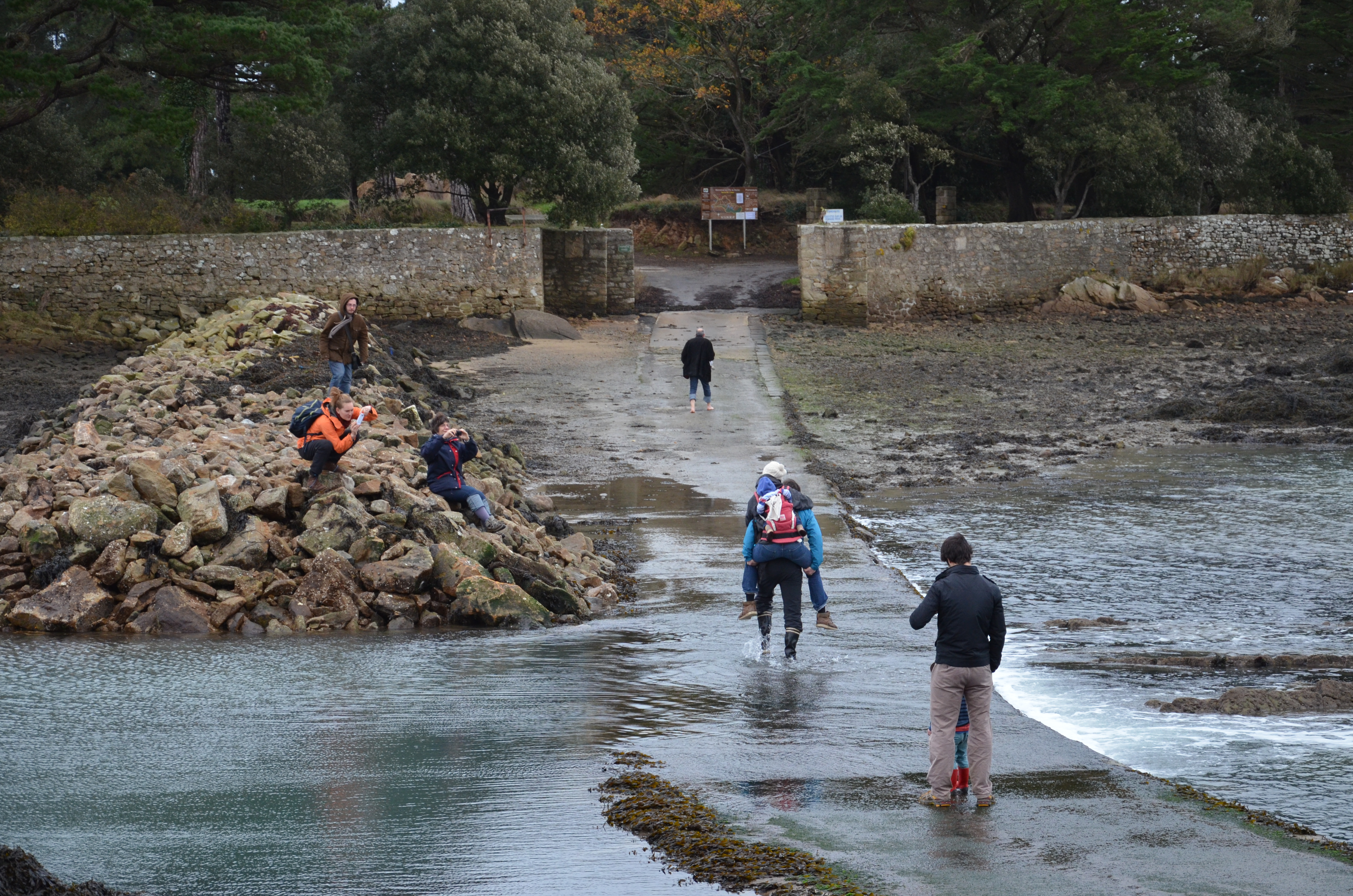
Passage de la chaussée à pied à marée descendante.
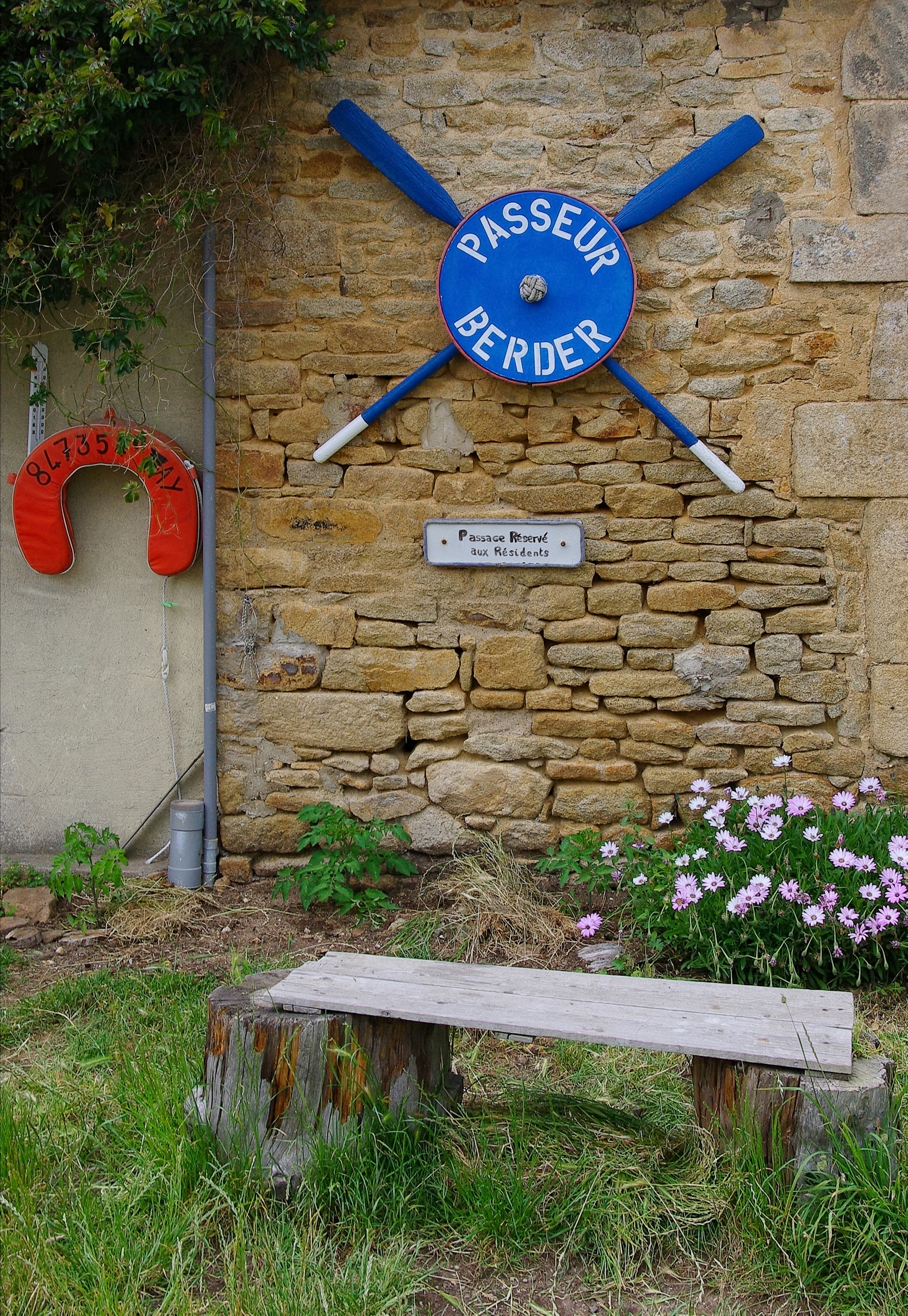
Enseigne du passeur de l'île de Berder.
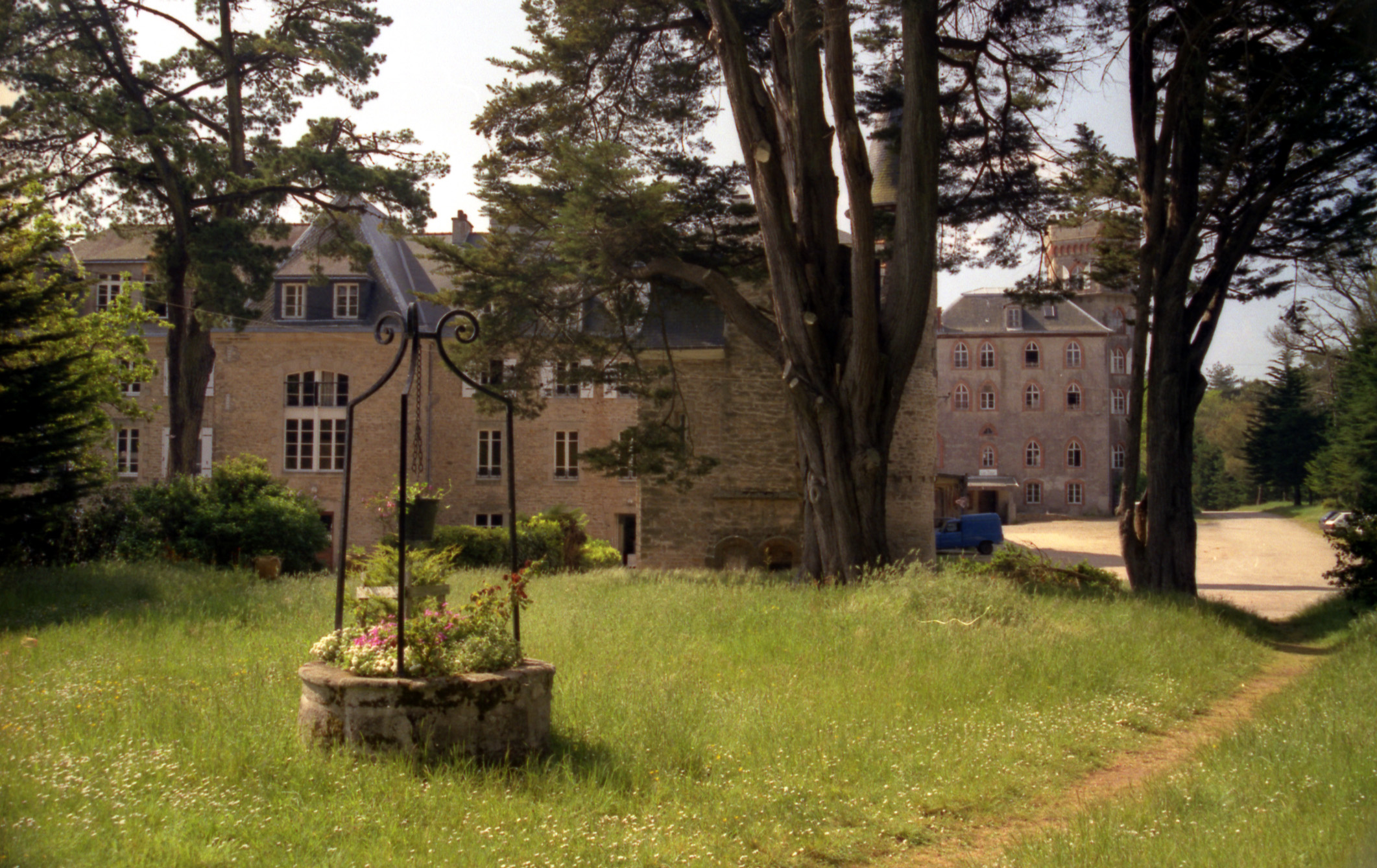
Manoir de Berder, en 1992
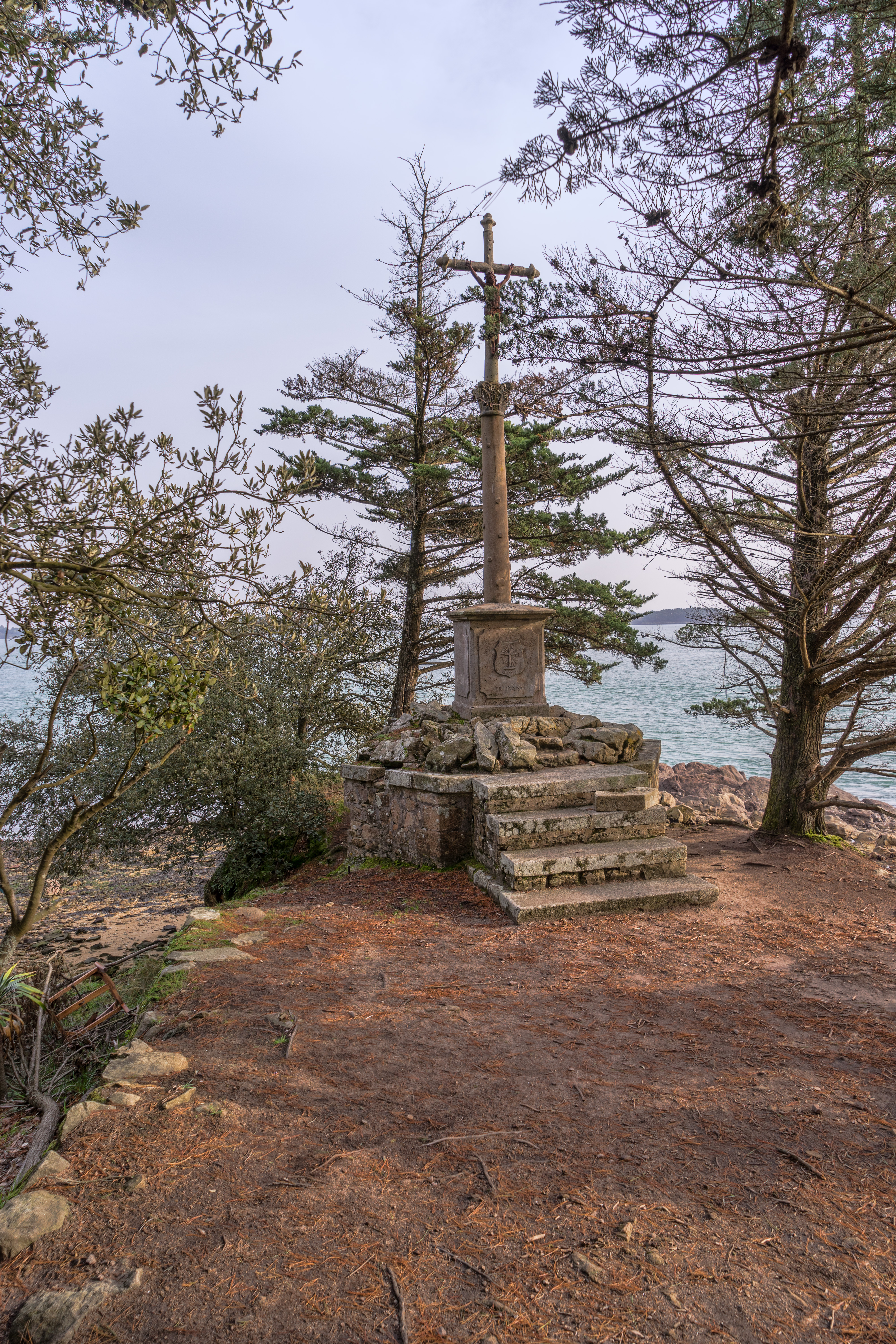
Calvaire situé au sud, sur la pointe du Calvaire
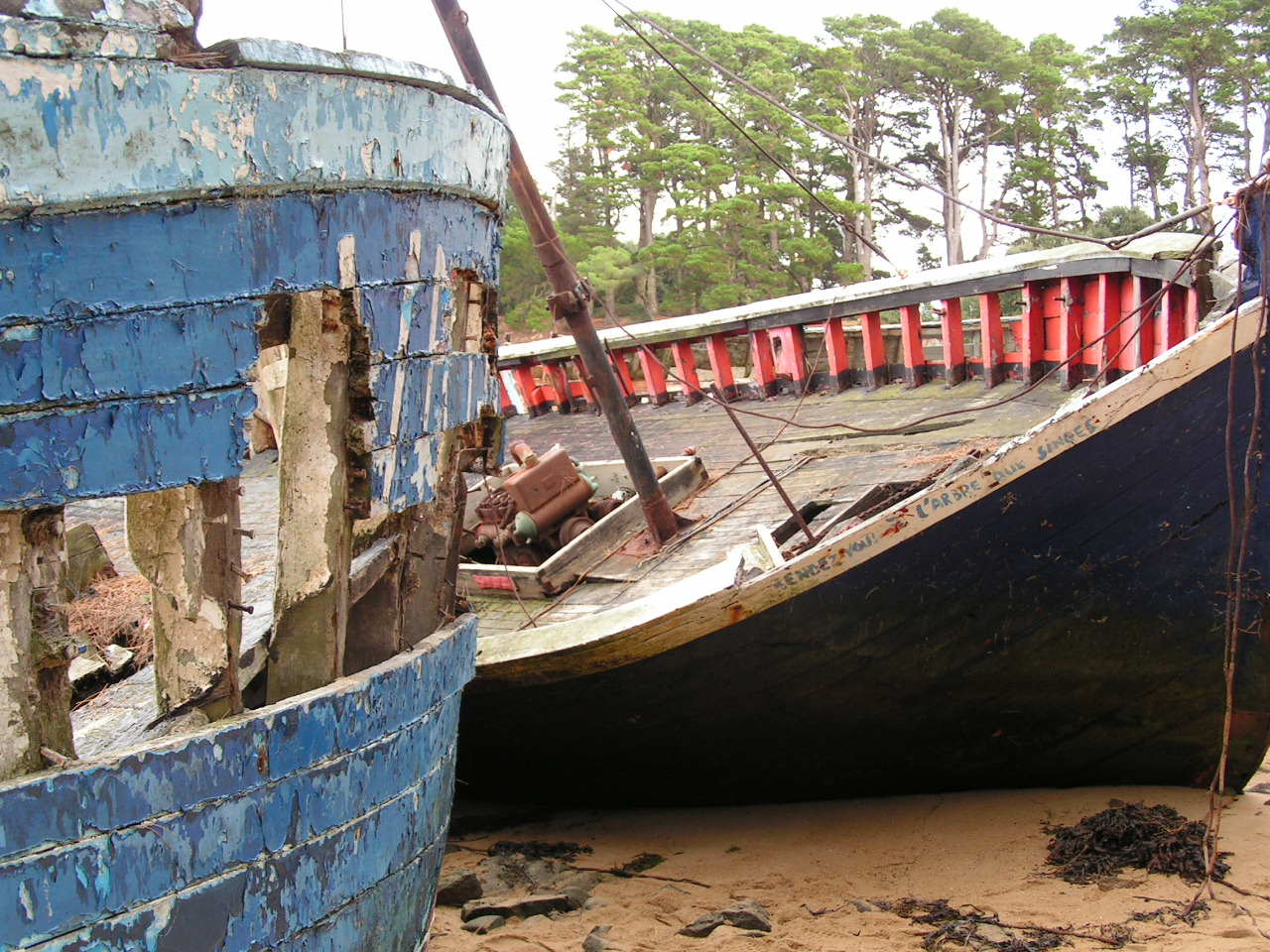
Cimetière de bateaux sur l'île de Berder